# Maurice Charles Pierre Langeron
Maurice Charles Pierre Langeron (3 de enero de 1874, Dijon-Bourg-la-Reine, 27 de junio de 1950) fue un médico, briólogo y micólogo francés; que trabajó además con fósiles vegetales.
Estudió medicina en París. Investigó y publicó numerosas obras científicas, entre ellas Précis de microscopie, la cual tuvo siete ediciones (la última apareció en 1949).

## Otras publicaciones
- 1902. Le genre Aleurites Forst (Euphorbiacées): systématique, anatomie, pharmacologie. Ed. Boyer. 160 pp. 2ª ed. de 2010
- 1928. Que penser des mycoses de la rate ?
- maurice Langeron, paul Guerra. 1941. Les Secteurs clairs et sombres des colonies de levures.
- 1942. L'Actinobacillose humaine
- maurice Langeron, r. Vanbreuseghem. 1952. Précis de mycologie : Mycologie générale, mycologie humaine et animale, techniques, par M. Langeron,... 2e édition revue... par R. Vanbreuseghem,... Préface du Pr Edmond Sergent.
- 1965. Outline of mycology. Ed. C.C. Thomas. 426 pp.
- marcel v. Locquin, maurice Langeron. 1978. Manuel de microscopie. Ed. Dunod. 352 pp. ISBN 2-225-49270-0
- -----, -----. 1985. Manual de microscopía. Ed. Labor. 373 pp. ISBN 84-335-0024-4

- La abreviatura «Langeron» se emplea para indicar a Maurice Charles Pierre Langeron como autoridad en la descripción y clasificación científica de los vegetales.[1]